# Onomarchus bisulcatus
Onomarchus bisulcatus är en insektsart som beskrevs av Sigfrid Ingrisch och Shishodia 1998. Onomarchus bisulcatus ingår i släktet Onomarchus och familjen vårtbitare. Inga underarter finns listade i Catalogue of Life.